# Stalpersia orientalis
 Stalpersia orientalis  ist die Typusart der Gattung Stalpersia, die in die Familie der Ohrlöffelstachelingsverwandten (Auriscalpiaceae) gestellt wurde, die zu den Täublingsartigen gehört. Der Pilz hat Ähnlichkeit mit den Zählingen, unterscheidet sich aber durch das faltige, fast merulioide Hymenophor, die fehlende "Huthaut" und das Fehlen von braunen Pigmenten. Die Art wurde an Russlands südöstlicher Pazifikküste gesammelt und erst 2001 durch Erast Parmasto beschrieben.

## Gattungsmerkmale
Die unregelmäßig hutförmigen, halbrunden oder fächerartigen (flabelliformen) Fruchtkörper sind frisch weißlich, dünn und fleischig-membranös. Trockene Fruchtkörper sind fast hornartig. Die Oberfläche ist kahl oder leicht flockig. Eine eigentliche Pileipellis fehlt. Das Hymenophor hat eine strahlig flach-faltige Struktur oder ist fast merulioid (grubig gefaltet). Das Hyphensystem ist monomitisch. Die schnallentragenden generativen Hyphen sind dünnwandig und nicht aufgeblasen. Im Trama findet man sowohl gloeoplere Hyphen als auch Gloeozystiden, die einen gelblichen, körnigen Inhalt haben. Die viersporigen Basidien sind subutriform (etwas euter- oder sackförmig) und die ellipsoiden und stark amyloiden Basidiosporen sind stachlig ornamentiert und haben einen großen Apiculus. Das Sporenpulver ist weiß.

## Merkmale
Die weißlichen bis cremefarben Fruchtkörper haben einen unregelmäßig geformten, 2–5 cm breiten und dünnfleischigen Hut, der halbrund, unregelmäßig fächerförmig (flabelliform) oder rund sein kann und kurz gestielt oder dimidiat (ungestielt und halbkreisförmig erscheinend) ist. Getrocknete Fruchtkörper sind leicht gelblich. Die Konsistenz ist wässrig-weich, fleischig-membranartig oder fast knorpelig und trocken fast hornartig. Der Stiel, sofern vorhanden, wird bis zu 2 cm lang und 5–10 mm breit und trägt ein bis drei Hüte. Die Hutoberfläche ist uneben, glatt oder leicht flockig, eine eigentliche Pileipellis fehlt. Der Hutrand ist leicht gezähnt oder gelappt. Das Hymenium ist strahlig flachfaltig, faltig oder merulioid ausgebildet und weiß oder cremefarben. Das Fleisch riecht leicht nach Mehl oder ist geruchlos.
Die dünnwandigen, generativen Hyphen sind dicht radial angeordnet und tragen Schnallen. Sie werden 3,5–6 µm breit und sind nur wenig verzweigt. Die ebenfalls dünnwandigen, gloeopleren Hyphen sind leicht gewunden, 4–6 µm dick und haben einen gelblichen, körnigen Inhalt. Einige bilden 40–90 µm lange und 8–12 µm breite Tramal-Gloeozystiden. Die Hyphen im Subhymenium sind dicht verwoben und sehr dünnwandig. Im Hymenium findet man eingebettete, stumpfe, keulenförmige Gloeozystiden, die 30–50 × 8–12 µm messen. Die Basidien sind leicht utriform und viersporig. Sie messen 35–40 × 6–8 (–10) µm und haben 4–6 µm lange Sterigmen. Die leicht dickwandigen und amyloiden Sporen sind breit ellipsoid oder fast tränenförmig. Sie messen 5,5–6,8 × 4,0–4,8 (–5) µm und haben einen großen, 1–1,5 µm langen Apiculus. Das Sporenornament ist stachelig, die stark amyloiden, konischen Stacheln sind 0,5–1 µm hoch. Der Q-Wert (Quotient aus Sporenlänge und -breite) liegt zwischen 1,36 und 1,4.

## Ökologie und Verbreitung
Die beschriebenen Funde stammen aus dem Sichote-Alin-Naturreservat, das in der Primorje-Region an Russlands südlicher Pazifikküste liegt. Der Holotyp wuchs auf der Streuschicht eines Tannenwaldes, ein zweites Exemplar wurde auf morschem Holz in einem Auenwald gefunden. Laut E. Parmasto ist die Art möglicherweise ein Mykorrhizapilz, der in der Lage ist, sich in der Streuschicht zu entwickeln.

## Systematik
E. Parmasto wählte den Gattungsnamen, um den niederländischen Mykologen Joost A. Stalpers zu ehren, der unter anderem Autor einer Hericiales-Monographie ist. Das Artepitheton "orientalis" bedeutet östlich und bezieht sich auf das Vorkommen des Pilzes an Russlands südöstlicher Pazifikküste.
Durch seine einzigartige Kombination von Merkmalen unterscheidet sich die Gattung von allen anderen Gattung der Täublingsartigen. Einige Merkmale gleichen aber denen der Zählinge (Lentinellus). Dies ist wohl der Grund dafür, dass die Gattung in die  Familie der Ohrlöffelstachelingsverwandten gestellt wird. Eine molekularbiologische Bestätigung für eine Verwandtschaft gibt es nicht. Die Hauptunterschiede zwischen den Zählingen und der Gattung Stalpersia sind das Fehlen von bräunlichen Pigmenten bei Statpersia und die unterschiedliche Ausprägung des Hymenophors. Zählinge haben Lamellen, während Stalpersia ein faltiges bis annähernd merulioides Hymenophor besitzt. Außerdem hat der Hut bei Stalpersia keine (deutlich ausgebildete) Pileipellis.